# Аккуль (Новосибирская область)
Аккуль — посёлок в Куйбышевском районе Новосибирской области. Входит в состав Отрадненского сельсовета.

## География
Площадь посёлка — 71 гектар.

## История
В 1976 г. Указом Президиума ВС РСФСР посёлок фермы № 2 совхоза «Отрадненский» переименован в Аккуль.

## Население
| 2002 | 2007 | 2010 |
| ---- | ---- | ---- |
| 52   | →52  | ↘20  |

## Инфраструктура
В посёлке по данным на 2007 год отсутствует социальная инфраструктура.